# Jack Grimes (acteur)
Jack Grimes (New York, 1 april 1926 - aldaar, 10 maart 2009) was een Amerikaans acteur en stemacteur.
Grimes zijn carrière begon op 7-jarige leeftijd, gedurende de crisis van de jaren 1930. Grimes was gedwongen om te gaan werken en zo geld te verdienen voor het gezin. Hij kreeg een rol in het Broadway-stuk Old Maid, die vervolgens tien maanden in New York liep. Daarna ging men elf maanden op tournee. 
Grimes speelde vooral gastrollen in gerenommeerde televisieseries als All in the Family, Maude en Ironside. 
Ook speelde hij kleine rollen in films, zoals in de George Peppard-film Pendulum en in Cold Turkey.
Tussen 1974 en 1981 was hij 49 keer te horen in het radioprogramma The CBS Radio Mystery Theater.

## Filmografie
- River Gang (1945) - Goofy
- The Web Televisieserie - Rol onbekend (Afl., The Contradictory Case, 1951)
- Armstrong Circle Theatre Televisieserie - Rol onbekend (Afl., Price Tag, 1952)
- The Aldrich Family Televisieserie - Homer Brown #3 (1952-1953)
- Inner Sanctum Televisieserie - Jason (Afl., The Yellow Parakeet, 1954)
- Tom Corbett, Space Cadet Televisieserie - T.J. Thistle (Afl. onbekend, 1954-1955)
- The Detectives Starring Robert Taylor Televisieserie - Willie Shaley (Afl., Longshot, 1960)
- Speed Racer Televisieserie - Additionele stemmen (Afl. onbekend, 1967-1968, stem)
- The Superman/Aquaman Hour of Adventure Televisieserie - Jimmy Olsen (Afl. onbekend, 1967-1968, stem)
- Mayberry R.F.D. Televisieserie - Vince (Afl., The Race Horse, 1968)
- Marine Boy Televisieserie - Professor Fumble/Splasher (1968-1969, stem)
- The Batman/Superman Hour Televisieserie - Jimmy Olsen (Afl. onbekend, 1968-1969, stem)
- Pendulum (1969) - Artie
- The New Adventures of Superman Televisieserie - Jimmy Olsen (Afl. onbekend, 1966-1970, stem)
- Cold Turkey (1971) - TV Stage Manager
- All in the Family Televisieserie - Mr. Whitehead (Afl., The Saga of Cousin Oscar, 1971|Archie and the Computer, 1973)
- Maude Televisieserie - Henry Peterson (Afl., The Office Party, 1973)
- Ironside Televisieserie - Jimmy Slick (Afl., Friend or Foe, 1974)
- On the Rocks Televisieserie - Baxter (Afl. onbekend, 1975-1976)
- Police Woman Televisieserie - Roy Walker (Afl., Battered Teachers, 1978)
- Star Blazers Televisieserie - Gamilon General Gustaf (Afl. 53 t/m 78, 1979, stem)